# Oligoclada leucotaenia
Oligoclada leucotaenia is een libellensoort uit de familie van de korenbouten (Libellulidae), onderorde echte libellen (Anisoptera).
De wetenschappelijke naam Oligoclada leucotaenia is voor het eerst geldig gepubliceerd in 1989 door De Marmels.